# Гарланд (Арканзас)
Гарланд (енгл. Garland) град је у америчкој савезној држави Арканзас.

## Демографија
По попису из 2010. године број становника је 242, што је 110 (-31,3%) становника мање него 2000. године.
| Група             | 2000.       | 2010.       |
| Белци             | 98 (27,8%)  | 67 (27,7%)  |
| Афроамериканци    | 246 (69,9%) | 174 (71,9%) |
| Азијати           | 1 (0,3%)    | 1 (0,4%)    |
| Хиспаноамериканци | 2 (0,6%)    | 0 (0,0%)    |
| Укупно            | 352         | 242         |